# Al-Madina SC
Al-Madina Sports Club – libijski klub piłkarski, grający w pierwszej lidze, mający siedzibę  w mieście Trypolis.

## Historia
Klub został założony w 1953 roku. W sezonie 1975/1976 wywalczył swój pierwszy w historii tytuł mistrza Libii. W 1983 roku sięgnął po swój drugi tytuł mistrzowski, a w 2001 roku został mistrzem po raz trzeci. Al-Madina SC trzykrotnie w swojej historii zdobywał Puchar Libii, a fakt ten miał miejsce w latach 1977, 1987 i 1990.

## Stadion
Domowe mecze klub rozgrywa na stadionie o nazwie Stadion 11 Czerwca. Stadion może pomieścić 67000 widzów.

## Sukcesy
- Dawrī ad-Darağa al-’Ūlà al-Lībī:

mistrzostwo (3): 1976, 1983, 2001
- Puchar Libii:

zwycięstwo (4): 1977, 1987, 1990
finalista (2): 2008, 2010
- Superpuchar Libii:

zwycięstwo (1): 2001

## Występy w afrykańskich pucharach
| Sezon | Rozgrywki                 | Runda   | Kraj                         | Klub                 | Dom | Wyjazd | Dwumecz                          |
| ----- | ------------------------- | ------- | ---------------------------- | -------------------- | --- | ------ | -------------------------------- |
| 1977  | Puchar Mistrzów           | wstępna | Niger                        | Olympic FC de Niamey | 4–2 | 2–2    | 6–4                              |
| 1977  | Puchar Mistrzów           | 1/8     | Egipt                        | Al-Ahly Kair         | 0–1 | 7–2    | 7–3                              |
| 1978  | Puchar Zdobywców Pucharów | 1       | Republika Środkowoafrykańska | Sodiam Sports        | -   | -      | walkower dla Al-Madina SC        |
| 1978  | Puchar Zdobywców Pucharów | 1/8     | Algieria                     | NA Hussein Dey       | 1–2 | 1–1    | 2–3                              |
| 1984  | Puchar Mistrzów           | 1       | Maroko                       | Maghreb Fez          | 0–0 | 1–2    | 1–2                              |
| 1988  | Puchar Zdobywców Pucharów | 1       | Sierra Leone                 | Real Republicans FC  | -   | -      | walkower dla Real Republicans FC |
| 1991  | Puchar Zdobywców Pucharów | 1       | Etiopia                      | Ground Sports FC     | -   | -      | walkower dla Al-Madina SC        |
| 1991  | Puchar Zdobywców Pucharów | 1/8     | Nigeria                      | BCC Lions FC         | 0–0 | 0–2    | 0–2                              |
| 2002  | Liga Mistrzów             | 1       | Gwinea Równikowa             | Akonangui FC         | 3–1 | 2–4    | 5–5                              |
| 2002  | Liga Mistrzów             | 1/8     | Tunezja                      | Espérance Tunis      | 2–1 | 0–4    | 2–5                              |

## Reprezentanci kraju grający w klubie od 1996 roku
Stan na wrzesień 2016.
| - Ahmed Wafa Abdulkader - Ahmed Al Alwani - Ashraf Al-Amali - Osama Al-Fazzani - Walid Al-Hamali - Imaad Al-Khafi - Riyad Al-Lafi - Mounir Al Mabrouk - Ali Al-Melian - Salem Ibrahim Al Rewani - Ahmed Al-Shalabi | - Ahmed Al-Tawerghi - Emad Al-Triki - Khaled Al-Werfelli - Meftah Ghazalla - Mohamed Mqarej - Abdul Nasser Saad - Hesham Shaban - Abdallah Sharif - Khaled Shebli - Nouhoum Kobéna |